# Adelaide Anderson
Dame Adelaide Mary Anderson, Orden del Imperio Británico (8 de abril de 1863 - 28 de agosto de 1936) fue una activista británica, particularmente interesada en la problemática infantil en China. Sirvió como inspectora de fábricas de 1897 a 1921.

## Biografía

### Primeros años y educación
Anderson nació en Melbourne, Australia, proveniente de una familia escocesa, pero fue criada en Londres. Asistió al colegio Queen's en Harley Street y al colegio Girton en Cambridge, graduándose en 1887.

### Carrera
Era oradora en la "Women's Co-operative Guild" ("Gremio Cooperativo de Mujeres") y le fue ofrecida una matrícula privada cuando, en 1892, se unió a la "Royal Commission on Labour" ("Comisión Real de Labores") como empleada. En 1894 se convirtió en una de las primeras mujeres nombradas como inspectoras de fábricas. En el momento de su retiro de la profesión, fue incluida en el Orden del Imperio Británico en el cargo de Comandante en 1918.

### China
Visitó China tres veces. En 1923 y 1924 se convirtió en miembro de la "Commission on Child Labour" ("Comisión en la labor de los niños") bajo el auspicio del Consejo Municipal de Shanghái. En 1926 fue miembro del "Comité de Prevención de la Indemnidad China". 
En 1931 sirvió en una misión en Nanking, realizando inspección de fábricas en China. También fue miembro del "Comité de Universidades en China" en Londres de 1932 a 1936.

### Otros viajes
En 1930 visitó Egipto para verificar las condiciones laborales de los infantes. Adicionalmente viajó a Sudáfrica, Australia y Nueva Zelanda. Anderson escribió muchos textos hasta su muerte, en 1936 a la edad de 73 años.

## Publicaciones
- Women in the Factory: An Administrative Adventure, 1893–1921 (1922)
- Humanity and Labour in China: An Industrial Visit and its Sequel, 1923–1926 (1928)